# Shalom H. Schwartz

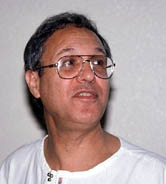
Shalom H. Schwartz

Shalom H. Schwartz (em hebraico: שלום שוורץ) é um psicólogo social, pesquisador transcultural e criador da Teoria dos Valores Básicos Humanos (valores universais como motivações e necessidades latentes). Ele também contribuiu para a formulação da escala de valores no contexto da teoria da aprendizagem social e da teoria cognitiva social.

## Biografia
Depois de concluir seu mestrado em psicologia social e desenvolvimento de grupo na Universidade de Columbia e completar seus estudos rabínicos, Schwartz recebeu seu Ph.D. em psicologia social da Universidade de Michigan, e posteriormente lecionou no departamento de sociologia da Universidade de Wisconsin-Madison, e em 1973 tornou-se professor. De 1971 a 1973, Schwartz foi professor visitante no departamento de psicologia da Universidade Hebraica . Em 1979, Schwartz mudou-se para Israel com sua esposa e três filhos. Ele ingressou no departamento de psicologia da Universidade Hebraica, onde ocupa o cargo de Leon e Clara Sznajderman Professor Emérito de Psicologia. Ele agora está aposentado, mas continua sua atividade de pesquisa, além de desenvolver e promover sua Teoria dos Valores Humanos Básicos.
Durante as décadas de 1970 e 1980, Schwartz estava seguindo os estudos de Geert Hofstede sobre os valores humanos e construiu sobre eles em sua pesquisa sobre o comportamento pró-social e altruísta. Sua pesquisa desde então incluiu estudos sobre o desenvolvimento e as conseqüências de uma série de atitudes e orientações comportamentais, como crença religiosa, orientação política e votação, relações de grupo social, comportamento do consumidor, bem como a conceituação de valores humanos entre culturas.
Schwartz é membro da American Psychological Foundation e membro da American Sociological Foundation, da European Association of Experimental Social Psychology, da Israel Psychological Association, da Society for Experimental Social Psychology e da Society for Personality and Social Psychology . Ele é presidente da Associação Internacional para Psicologia Transcultural. Ele coordena um projeto internacional em mais de 70 países que estuda os antecedentes e conseqüências das diferenças individuais em prioridades de valor e as relações das dimensões culturais dos valores com as características e políticas sociais. Sua teoria de valor e seus instrumentos fazem parte da Pesquisa Social Européia em andamento, semestral.

## Prêmios
- Em 2007, Schwartz recebeu o Prêmio Israel em psicologia.[1][2][3]

## Publicações principais
- Schwartz, SH e Bilsky, W. (1990). Para uma teoria do conteúdo universal e estrutura de valores: Extensões e replicações transculturais. Journal of Personality and Social Psychology, 58, 878-891.
- Schwartz, SH (1992). Universais no conteúdo e estrutura de valores: Teoria e testes empíricos em 20 países. Em M. Zanna (Ed.), Avanços na psicologia social experimental (Vol. 25) (pp. 1–65). Nova York: Academic Press.
- Schwartz, SH (1994). Existem aspectos universais no conteúdo e estrutura dos valores? Journal of Social Issues, 50, 19-45.
- Schwartz, SH (1996). Valorizar prioridades e comportamento: Aplicação de teoria de sistemas de valores integrados. Em C. Seligman, JM Olson, e MP Zanna (Eds. ), The Psychology of Values: The Ontario Symposium, vol. 8 (pp.   1–24). Hillsdale, NJ: Erlbaum.
- Schwartz, SH e Bardi, A. (1997), "Influências da adaptação ao governo comunista sobre prioridades de valor na Europa Oriental", Psychology Political, 18, pp.   385–410.
- Schwartz, SH, Lehmann, A. e Roccas, S. (1999), 'sondas Multimethod de valores humanos básicos', em: J. Adamopoulos e Y. Kashima, (eds. Psicologia Social e Contexto da Cultura: Ensaios em Honra de Harry C. Triandis Newbury Park, CA: Sábio.
- Schwartz, SH e Bardi, A. (2000). Diálogo moral entre culturas: uma perspectiva empírica. Em EW Lehman (Ed.), Autonomia e ordem: Uma antologia comunitária. Lanham, MD: Rowman e Littlefield.
- Schwartz, SH, Melech, G., Lehmann, A., Burgess, S., e Harris, M. (2001), "Estendendo a validade transcultural da teoria dos valores humanos básicos com um método diferente de medição", Journal of Cross-Cultural Psychology, 32, pp.   519-542
- Schwartz, SH Uma proposta para medir as orientações de valor entre as nações da ESS
- Schwartz, SH e Boehnke, K. (2004), 'Avaliando a estrutura dos valores humanos com análise fatorial confirmatória', Journal of Research in Personality, 38, pp.   230-255.
- Schwartz, SH e Rubel, T. (2005), Diferenças sexuais em prioridades de valor: Estudos interculturais e multi-método. Jornal da Personalidade e Psicologia Social, 89, pp.   1010-1028.
- Schwartz, SH (2006). Orientações de valor: Medição, antecedentes e conseqüências entre as nações. Em R. Jowell, C. Roberts, R. Fitzgerald e G. Eva (Eds. ), Medir atitudes transnacionais - lições do Inquérito Social Europeu. Londres: sábio.

## Literatura sobre Shalom Schwartz
- Tausch, Arno. The political algebra of global value change. General models and implications for the Muslim world. With Almas Heshmati and Hichem Karoui. [S.l.: s.n.] ISBN 978-1-62948-899-8